# ألفرد أنتوني
ألفرد أنتوني (بالإنجليزية: Alfred Anthony)‏ (22 مايو 1841 في المملكة المتحدة - 10 يونيو 1900 بشفيلد في المملكة المتحدة) هو لاعب كريكت بريطاني (وحمل سابقاً جنسية المملكة المتحدة لبريطانيا العظمى وأيرلندا). لعب مع نادي مقاطعة نوتنغهامشير للكريكت ‏.

## وصلات خارجية
- ألفرد أنتوني على موقع إي آس بي آن كريك إنفو (الإنجليزية)